# Institut entomologique allemand
L'Institut entomologique allemand (DEI) est une institution de recherche fondée en 1886 comme fondation privée par Ernst Gustav Kraatz (1831-1909), professeur à l’université Humboldt de Berlin. À l’origine, la fondation se nommait Muséum entomologique national allemand et devrait être rattaché au Märkischen Provinzialmuseum. Mais ce rapprochement ne s’est pas fait et l’organisme a continué de fonctionner comme un institut privé coexistant avec le musée d'histoire naturelle de Berlin.
En 1920, cette institution a élargi son champ d’investigation d’origine, la taxinomie, à l'entomologie appliquée et a alors abandonné son nom de Muséum pour adopter celui d’Institut. En 1922, il a été rebaptisé en Kaiser-Wilhelm-Gesellschaft zur Förderung der Wissenschaften (ou Société de l’empereur Guillaume pour la promotion des sciences).
Walther Hermann Richard Horn (de) (1871-1939) remplace G. Kraatz et continue d'orienter l’activité de l’institut pour servir de médiateur entre l’entomologie taxinomique et l’entomologie appliquée, ses collections sont notamment réorganisées.
Durant la Seconde Guerre mondiale, les collections sont transportées, pour des raisons de sureté, dans un château de Mecklembourg. À la fin de la guerre, le bâtiment de l’Institut à Berlin est occupé par l’administration américaine, aussi le siège du DEI est transféré à Friedrichshagen. Il est ensuite administré par l’institut de biologie de la RDA.
En 1938, Willi Hennig (1913-1976) devient stagiaire au sein du DEI, puis devient scientifique assistant. C’est au sein du DEI qu’il fait paraître deux œuvres importants : Grundzüge einer Theorie der phylogenetischen Systematik et Die Larvenformen der Dipteren. Malgré la guerre froide, l’activité de l’institut ne faiblit jamais et même se diversifie en commençant à s’intéresser à la biodiversité.
Les collections sont constituées en trois millions de spécimens représentant 250 000 espèces dont 25 000 types. L'institut comprend en outre une très riche bibliothèque de près de 30 000 périodiques et comprend quelques documents historiques très importants comme les ouvrages d'Anna Maria Sibylla Merian (1647-1717), d'August Johann Rösel von Rosenhof (1705-1759) et Jakob Hübner (1761-1826). Le DEI est actuellement situé au Centre Leibniz de recherche sur le paysage agricole (de) (ZALF) à Müncheberg.

## Détail des collections
| Groupe taxinomique | Nombre de spécimens | Nombre d’espèces | Nombre de type |
| ------------------ | ------------------- | ---------------- | -------------- |
| Coléoptère         | 1 700 000           | 160 000          | 25 000         |
| Hémimétabole       | n.c.                | 2 200            | 1 800          |
| Diptère            | 327 134             | 18 406           | 2 650          |
| Lépidoptère        | n.c.                | n.c.             | 790            |
| Trichoptère        | n.c.                | n.c.             | 66             |
| Neuroptère         | n.c.                | n.c.             | 96             |
| Hyménoptère        | 200 000             | 15 000           | 900            |

| Nom du scientifique                                     | Coléoptère | Hémimétabole | Diptère | Lépidoptère | Hyménoptère | Autres groupes |
| ------------------------------------------------------- | ---------- | ------------ | ------- | ----------- | ----------- | -------------- |
| Rudolf von Bennigsen (1824-1902)                        | *          |              |         |             |             |                |
| Rudolf von Bennigsen (1824-1902)                        | *          |              |         |             |             |                |
| Karl Bleyl (en) (1908-1995)                             |            |              |         |             | *           |                |
| Carl Julius Bernhard Börner (1880-1953)                 |            | *            |         |             |             |                |
| Peter Friedrich Bouché (1784-1856)                      |            | *            |         |             |             |                |
| Gustav Breddin (de) (1864-1909)                         |            | *            |         |             |             |                |
| Lothar Dieckmann (de) (1920-1990)                       | *          |              |         |             |             |                |
| Karl Friedrich Ermisch (en) (1898-1970)                 |            |              | *       |             | *           |                |
| Karl Flach (1856-1920)                                  | *          |              |         |             |             |                |
| Gerrit Friese (1931-1990)                               |            |              |         | *           |             |                |
| Johann Georg Haag-Rutenberg (en) (1830-1880)            | *          |              |         |             |             |                |
| Lucas Friedrich Julius Dominikus von Heyden (1838-1915) | *          |              |         |             |             |                |
| Walther Horn (de) (1871-1939)                           | *          | *            | *       |             |             |                |
| Carl Friedrich Ketel (1861-1906)                        |            |              | *       |             |             |                |
| Hermann Kläger (1847-1923)                              | *          |              |         |             |             |                |
| Hermann Albert Friedrich Köller (1885-1968)             | *          |              | *       |             |             |                |
| Wilhelm Koltze (1839-1914)                              | *          |              |         |             |             |                |
| Ernst Gustav Kraatz (1831-1909)                         | *          |              |         |             |             |                |
| Friedrich Wilhelm Konow (de) (1842-1908)                |            |              |         |             | *           |                |
| Karl Friedrich Lange (1844-1913)                        |            |              |         |             | *           |                |
| Otto Leonhard (1853-1929)                               | *          | *            |         |             |             | *              |
| Karl Wilhelm Letzner (de) (1812-1889)                   | *          |              |         |             |             |                |
| Bernhard Lichtwardt (1857-1943)                         |            |              | *       |             |             |                |
| Reinhold Walter Liebmann (1885-1974)                    | *          |              |         |             |             |                |
| Gustav Lohse (1910-1994)                                | *          |              |         |             |             |                |
| Axel Leonard Melander (en) (1878-1962)                  |            |              | *       |             |             |                |
| Julius Melzer (nl) (1878-1934)                          |            | *            |         |             |             |                |
| Wilhelm Mink (de) (1807-1883)                           |            |              |         |             | *           |                |
| Karl-Heinz Mohr (1925-1989)                             | *          |              |         |             |             |                |
| Julius Neresheimer (1880-1943)                          | *          |              |         |             |             |                |
| Heinrich von Oettingen (1878-1956)                      |            | *            |         |             |             |                |
| Lorenz Oldenberg (en) (1863-1931)                       |            |              | *       |             |             |                |
| Carl Robert Osten-Sacken (1828-1906)                    |            |              | *       |             |             |                |
| Gustav Paganetti-Hummler (en) (1871-1949)               |            | *            |         |             |             |                |
| Paul Pape (1859-1933)                                   |            | *            |         |             |             |                |
| Helmuth Patzak (1927-1988)                              |            |              |         | *           |             |                |
| Ernst Pietsch (1872-1930)                               |            |              |         | *           |             |                |
| Karl Ritter (1909-1998)                                 |            |              |         | *           |             |                |
| William Henry Rolph (de) (1847-1883)                    | *          |              |         |             |             |                |
| Arthur von Rottenberg (1843-1875)                       | *          |              |         |             |             |                |
| Max Saalmüller (de) (1832-1890)                         |            |              |         |             |             | *              |
| Johann Christian Rudolf Sachse (1802-1891)              | *          |              |         |             |             |                |
| Hans Sauter (de) (1871-1948)                            | *          |              | *       |             |             | *              |
| Ludwig Wilhelm Schaufuß (de) (1833-1890)                | *          |              |         |             |             |                |
| Karl Gotthilf Schenkling (1835-1911)                    | *          |              |         |             |             |                |
| Sigmund Schenkling (1865-1946)                          | *          |              |         |             |             |                |
| Wilhelm Schnuse (de) (1850-1909)                        |            |              |         |             |             | *              |
| Otto Carl Ernst Schwarz (1861-1908)                     | *          |              |         |             |             |                |
| Christian Siebert (1859-1926)                           |            |              | *       |             |             |                |
| Josef Soffner (1889-1976)                               |            |              |         | *           |             |                |
| Gustav Stierlin (de) (1821-1907)                        | *          |              |         |             |             |                |
| Heinrich Strohmeyer (de) (1871-1955)                    | *          |              |         |             |             |                |
| Erich Uhmann (de) (1881-1968)                           | *          |              |         |             |             |                |
| Julius Weise (1844-1925)                                | *          |              |         |             |             |                |
| Richard Zang (1884-1906)                                | *          |              |         |             |             |                |